# تلة الشيخ بدر

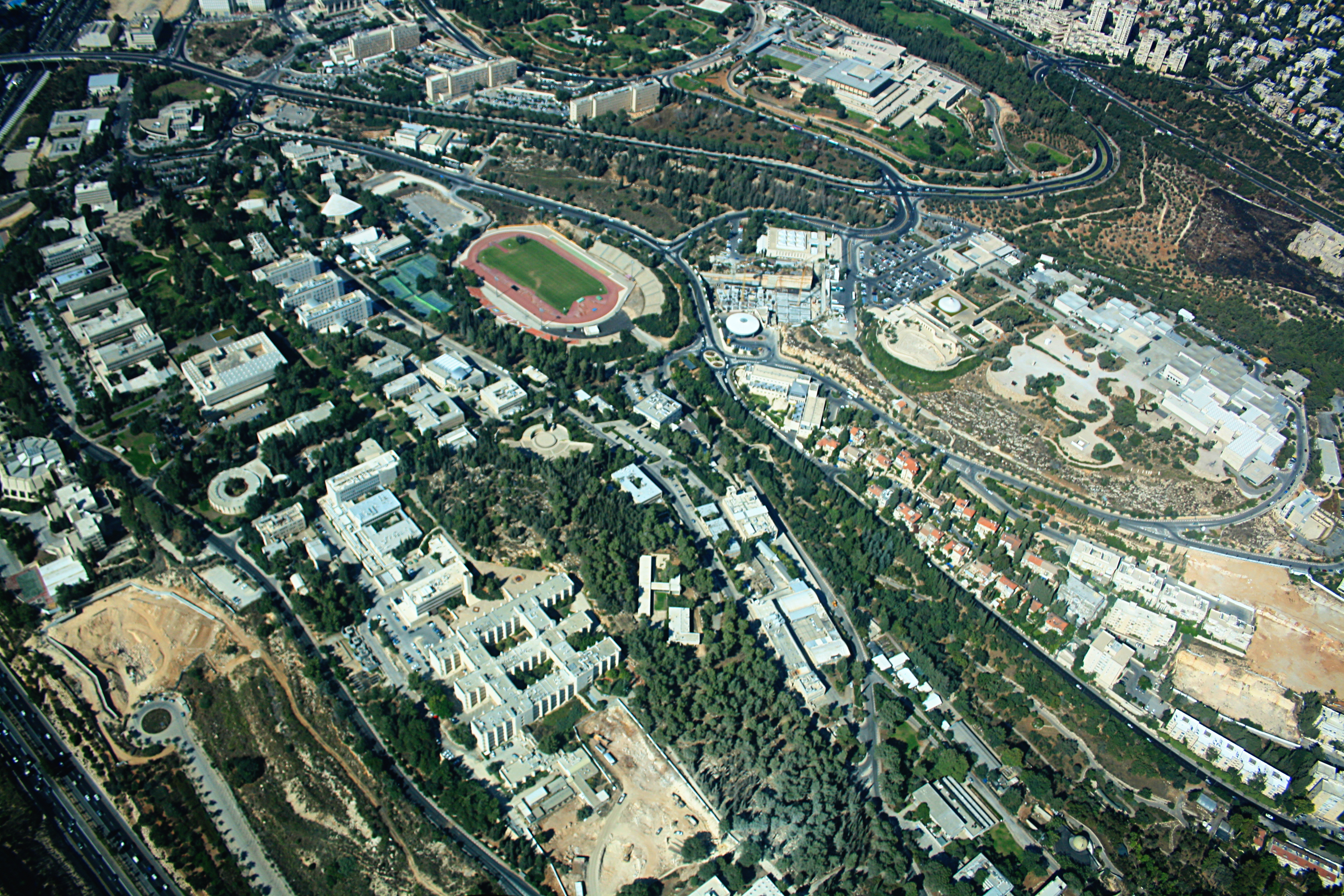

تلة الشيخ بدر (عبرية: גבעת רם \ جفعات رام) هي تلة كانت تابعة للقرية المهجرة لفتا في القدس, وتقع جنوبياً لها.
تحتوي تلة الشيخ بدر اليوم على مكانين مهمين وهما:
- بنايات حكومية مهمة لدولة إسرائيل مثل الكنيست ووزارة الخارجية.
- كلية العلوم الطبيعية والرياضيات التابعة للجامعة العبرية.